# Five Have a Mystery to Solve
Five Have a Mystery to Solve (übersetzt: Fünf Freunde haben ein Geheimnis zu lösen) ist eine sechsteilige englische Filmproduktion aus dem Jahr 1964.
Als Vorlage für die Verfilmung diente das Buch Enid Blytons Fünf Freunde machen eine Entdeckung.

## Handlung
Die Fünf Freunde: Georgina, genannt George, Julian, Anne, Dick und Georges Hund Tim machen Ferien in einem Häuschen nahe der See. Dort lernen sie den Waisenjungen Wilfrid kennen, der mittels seiner Pfeife Tiere anlocken kann. Als die Kinder von einem Schatz, welcher auf der nahe gelegenen „Flüsternden Insel“ liegen soll, erfahren, fährt Wilfrid, Tim mit sich führend, mit einem Ruderboot auf die Insel. Auf der Insel sollen auch viele freilebende Tiere zu finden sein. Etwas später folgen die restlichen Kinder Wilfrid und Tim auf die Insel und damit in ein neues Abenteuer. Der Eigner der Insel wird von seinem Wildhüter bestohlen. Der Wildhüter fängt die vielen auf der Insel lebenden Tiere ein. Er will sie zum eigenen Nutzen verkaufen. Die Kinder überzeugen Sir Hugo, den auf der Insel lebenden Eigner der Insel, von den kriminellen Taten des Wildhüters. Damit ist das Abenteuer jedoch noch nicht beendet. Beim Stöbern im auf der Insel befindlichen alten Schloss entdecken die fünf Freunde den Schatz der Kreuzritter. Aber ihre Überraschung ist groß, denn der Wildhüter hat auch hier schon seine Finger im Spiel. Der Wildhüter hat begonnen, den Schatz mittels eines Bootes fortzubringen und somit zu stehlen. Sir Henry und die Kinder geraten in die Gewalt des Wildhüters, der sie im Verlies einschließt. Aber Wilfrid nutzt seine Flöte und lockt damit einen Dachs, der ihnen einen Weg in die Freiheit zeigt. Die Polizei wird sogleich alarmiert und der Wildhüter bald darauf verhaftet. Das Abenteuer ist beendet. Sir Hugo beschließt zu guter Letzt noch Wilfrid zu adoptieren. So wird Wilfrid mit seinem neuen Vater und den geliebten Tieren zusammen nun auf der Insel leben.

## Hintergrund
Die in schwarz-weiß gedrehte Mini-Serie war die zweite Verfilmung eines Abenteuers von Enid Blytons Fünf Freunde. Sie wurde von der John Durst Productions hergestellt. Den Verleih übernahm, wie schon zuvor bei Die Sache mit der Schatzinsel, die Children’s Film Foundation, dessen Archiv heutzutage im Besitz des British Film Institutes ist. Daneben diente noch J. Arthur Rank Film als Verleihfirma.
Der Film wurde erstmals ab Mai 1964 im Vereinigten Königreich gezeigt. Eine deutsche Fassung existiert anscheinend nicht. Die DVD mit der Mini-Serie erschien 2010.

## Folgen
1. Whispering Island (übersetzt: Die Flüsternde Insel)
2. The Hunt in the Woods (übersetzt: Das Säuseln in den Bäumen)
3. The Castaways (übersetzt: Die Schiffbrüchigen)
4. The Secret Door (übersetzt: Die geheime Tür)
5. The Crusader’s Treasure (übersetzt: Der Schatz der Kreuzritter)
6. High Tide (übersetzt: Hochwasser)